# Уара (департамент)
Уара (араб. Muqāṭaʿâtu Wārā‎, مقاطعة وارا, фр. Ouara) — один из трёх департаментов административного региона Ваддай в республике Чад. Столица департамента расположена в городе Абеше.

## Население
По данным переписи населения, в 2009 году в департаменте проживали 328 647 человек (163 471 мужчина и 165 176 женщин). По другим данным, в 2012 году количество населения департамента составляло 335 309 человек. Тем не менее, департамент Уара является одним из крупнейших в Чаде по количеству человек населения.

## Административное деление
После реформы о реструктуризации 2008 года, из Уара был выделен департамент Абди. В настоящее время департамент Уара включает в себя 7 подпрефектуры:
- Абеше;
- Абугудам;
- Амлеюна;
- Буртаиль;
- Шокоян;
- Гери;
- Марфа.

## Культура
На территории департамента находятся руины древнего города Уара, бывшей столицы султаната Вадаи. 21 июля 2005 году руины Уара были добавлены в кандидаты на включение в список Всемирного наследия ЮНЕСКО.